# Club Natación Las Palmas
El Club de Natación Las Palmas o simplemente Las Palmas es un club de natación ubicado en Las Palmas de Gran Canaria (España) fundado en 1989. Actualmente es uno de los dos clubes más importantes de la isla de Gran Canaria, junto al Club Natación Metropole. Este participa en diversos torneos, competiciones y ligas de la Real Federación Española de Natación y de la Federación Canaria de Natación.

## Historia

#### Fundación y comienzos (1989-1992)
En las actuales piscinas de "Julio Navarro" (conjunto de 3 piscinas en las que dicho club entrena actualmente), entrenaba la división de natación de la Unión Deportiva Las Palmas, la cual desapareció debido una crisis del equipo de fútbol. Las actuales instalaciones del Julio Navarro quedaron en un estado deplorable. Un grupo de deportistas encabezado por Lorenzo Rodríguez Díaz propuso crear un club de natación, el 29 de septiembre de 1989 el C. N. Las Palmas fue constituido y el 2 de octubre de 1989 la Dirección General de Deportes del Gobierno de Canarias legalizó el club.

#### Primeros servicios
La entidad comenzó ofreciendo servicios de natación y natación artística (anteriormente conocida como natación sincronizada). En 1992 se unieron al catálogo del club las secciones de waterpolo y natación adaptada. El club destacó en la inclusividad de personas discapacitadas en la actividad normal, en la que fue pionero en la isla.

#### C. N. Las Palmas y los JJ. OO.
En 1996, el primer nadador del club, Miguel Déniz, participó en Atlanta 1996 consiguiendo una medalla de bronce. A partir de este punto, el club ha tenido presencia en varios juegos olímpicos, como Sidney 2000, Atenas 2004 (a los cuales llevó 3 nadadores) o París 2024.

#### Crisis financiera (2014-2015)
En el año 2015, sufrió una grave crisis económica que obligó al club a tomar medidas estrictas de austeridad y grandes recortes, entre los cuales se encontraba la financiación de los viajes al exterior de los deportistas, además de un grave descuido de las instalaciones de las piscinas municipales Julio Navarro. La falta inicial de apoyo por parte de entidades públicas y la acumulación de deudas que alcanzaban los 300 000 € entre pagos a trabajadores y servicios esenciales como agua o luz, obligaron a la dirección del club a tomar las medidas antes dichas, y priorizar los pagos de trabajadores y a deudores si se daba beneficio.

#### Cambio de marca e identidad (2021)
La renovación de la imagen corporativa del club fue lanzada en 2021 con motivo de su 32 aniversario, incluyó la creación de un nuevo logotipo que mantiene los colores históricos del club. Sin embargo, no se menciona explícitamente qué agencia o empresa fue responsable de esta renovación visual. En el sitio web del club se señala que Dimensión TEI fue la empresa encargada del soporte y mantenimiento de la nueva página web que complementa esta nueva imagen visual, aunque no está claro si también participaron en el diseño de la marca misma.

#### Ascenso a categoría nacional de waterpolo
En 2020 el equipo absoluto de waterpolo del C. N. Las Palmas subió a Segunda División Nacional de Waterpolo. A finales de la temporada 2023-2024 el equipo ascendió a la primera división nacional de Waterpolo de la Real Federación Española de Natación.

## Propiedad del club
El club no cuenta con un dueño único, sino que es propiedad de los socios, los cuales eligen una junta representativa para gestionar el club. Esta misma junta elige a un presidente. Actualmente, este cargo lo ocupa Pedro Pablo Estévez Domínguez desde el 24 de marzo de 2022. El presidente del Club Natación Las Palmas tiene asignadas tareas como representar al club ante instituciones, firmar acuerdos y ocuparse (junto a su equipo) de la gestión económica del club.

## Servicios deportivos
Actualmente los abonados al club pueden optar a realizar las siguientes disciplinas deportivas:
- Natación
- Waterpolo
- Natación Adaptada
- Natación Artística
- Aquagym (gimnasia acuática)
- Triatlón

## Instalaciones
El club utiliza las instalaciones de las Piscinas Municipales Julio Navarro, las cuales constan de 3 piscinas:
| Longitud | Estado | Deporte practicado                                 |
| -------- | ------ | -------------------------------------------------- |
| 12m      | Activa | Aquagym, Natación Artística, cursillos de natación |
| 25m      | Activa | Todas las actividades                              |
| 50m      | activa | Todas las actividades                              |

Además de las piscinas, el complejo deportivo cuenta con una zona de terraza en la cual está ubicado un bar. Dicho bar no es exclusivo para abonados, está abierto al público, y funciona con horarios distintos respecto al resto del complejo. Cuenta también con zonas al aire libre para el uso de los deportistas y zona interior; la cual alberga vestuarios, gimnasio, área de estiramientos, entre otros servicios. 

## Reforma integral (2024-2025)
Actualmente, el recinto Julio Navarro (en el cual el Club Natación Las Palmas desarrolla su actividad) está sufriendo de reformas desde finales de la temporada 2023/2024 que afectan a diversas áreas del complejo. Aunque la fecha prevista de finalización era el 15 de octubre de 2024, la realidad es que ninguna de las áreas críticas; como gradas, pavimento, vestuarios o vaso de la piscina ha sido terminada. Está previsto que las obras estén terminadas para el día 25 de noviembre del 2024.
Este retraso en la finalización de dichas obras ha llevado a la junta del club a tomar decisiones económicas como ERTE al 80 % de la plantilla actual del club. Esta situación ha sido provocada debido a la pérdida de socios, la no realización de actividades como campus de verano, o la dada de baja de muchos deportistas. El C. N. Las Palmas emitió un comunicado oficial tratando este asunto el día 15 de noviembre del 2024. En abril de 2025 las obras han sido prácticamente finalizadas, abarcando ahora áreas secundarias que no afectan al normal funcionamiento del club.

## Primera División de Waterpolo Español
En la temporada 2023-24 ganó el play-off contra el C. N. Poble Nou para conseguir el ascenso a primera división, terminando así una racha de 3 temporadas en la tercera competición nacional. 